# Her Private Life (série télévisée)
Her Private Life (hangeul : 그녀의 사생활 ; RR : Geunyeoui Sasaenghwal) est une série télévisée sud-coréenne diffusée du 10 avril au 30 mai 2019 sur tvN, avec Park Min-young, Kim Jae-wook et Ahn Bo-hyun dans les rôles principaux,. La série est basée sur le roman Noona Fan Dot Com écrit par Kim Sung-yeon et publié en 2007.

## Synopsis
Sung Deok-mi est une conservatrice en chef talentueuse du Cheum Museum of Art, qui a aussi un secret: elle est une fangirl fanatique de Cha Shi-an (ONE) de White Ocean. De plus, elle est également la gérante du fansite du célèbre "Shi-an is My Life". Ryan Gold est un artiste de standoffish qui développe le syndrome de Stendhal, finissant par se retirer en tant qu'artiste. Après que le patron actuel, Uhm So-hye, a été enquêté pour détournement de fonds, Ryan Gold devient le nouveau directeur artistique du Cheum Museum of Art.
Après que des rumeurs aient éclaté affirmant que Deok-mi et Shi-an sortaient ensemble, Ryan suggère que lui et Deok-mi fassent semblant de sortir ensemble à cause des fans de Shi-an qui menacent de lui faire du mal. Cependant, Sindy, un autre manager du site de fans de Cha Shi-an, parvient à décrocher un emploi en tant que stagiaire au musée pour prouver que Ryan et Deok-mi sont un faux couple, ne laissant à la fois d'autre choix que de continuer l'acte même au travail.

## Distribution

### Acteurs principaux
- Park Min-young : Sung Deok-mi
- Kim Jae-wook : Ryan Gold / Heo Yoon-jae
- Ahn Bo-hyun : Nam Eun-gi
- Jung Jae-won : Cha Shi-an

### Acteurs secondaires
- Maeng Sang-hoon : Sung Geun-ho
- Kim Mi-kyung : Go Young-sook
- Park Jin-joo : Lee Seon-joo
- Kim Sun-young : Uhm So-hye
- Kim Bo-ra : Sindy / Kim Hyo-jin
- Jung Won Chang : Kim Yoo-seob
- Seo Ye Hwa : Yoo Kyung-ah
- Im Ji-kyu : Kang Seung-min
- Yoo Yong Min : Joo Hyuk
- Hong Seo-young : Choi Da-in
- Park Myung-shin : Nam Se-yeon
- Lee Il-hwa : Gong Eun-young / Lee Sol

## Bande-originale
1. Help Me – (G)I-DLE
2. Floating (둥둥) – Hong Dae-kwang
3. Shining Star – IN2IT
4. Maybe – Lee Hae-ri (Davichi)
5. Happy – 1615
6. Think of You – Ha Sung-woon
7. Sunny Again – RUNY

## Diffusion
- tvN (2019)
- tvN Asie (2019)
- Family Entertainment Channel (2019)
- GMA Network (2020)

## Accueil

### Réception dans les pays francophones
Le drama est bien reçu dans les pays francophones, du côté des spécialistes comme des spectateurs.
La vidéaste Sam, dans son Guide des K-dramas : 150 recommandations de dramas asiatiques, apprécie l'approche bienveillante et respectueuse de l'héroïne, fan invétérée de K-pop. Elle souligne également l'importance du message sous-jacent : Deok-mi n'a pas à sacrifier sa passion au profit de son couple, elle parvient à faire coexister les deux. Enfin, elle encense le cadre où se déroule la trame : « l'intrigue se déroulant majoritairement au sein de l'Institut d'Art, les passionnés adoreront découvrir les coulisses et le fonctionnement de ce genre d'établissement entre expositions, artistes et vernissages... Quand la pop culture et la culture se rencontrent, c'est un véritable [feu d'artifices] ».
Her Private Life figure dans la sélection établie par Jessica Cohen, la créatrice du magazine K-Society, dans l'ouvrage K-dramas : 100 séries télé coréennes incontournables. Cette dernière apprécie le traitement de la K-pop et des fans mais est surtout séduite par le tandem principal : « Park Min-young est la garantie d'une romance réussie [...]. Kim Jae-wook obtient enfin le rôle principal d'une comédie romantique. Ils forment un duo adorable, soutenu par une multitude de personnages secondaires apportant peps et énergie. A en devenir fan ! ».
Le site spécialisé Nautiljon recense une moyenne de 8,4/10 et SensCritique une moyenne de 6,8/10.